# Йожеф Петер (футболіст)
Йожеф Петер (угор. Péter József, 18 жовтня 1904 — 1973) — угорський футболіст, що грав на позиції півзахисника. Відомий виступами, зокрема, за клуби «Уйпешт» і «Фебуш», а також національну збірну Угорщини.

## Клубна кар'єра
У складі «Уйпешт» дебютував у сезоні 1926–1927. З командою став срібним призером чемпіонату Угорщини 1927 і фіналістом Кубка Угорщини 1927 року (у фіналі не грав).
У 1929—1930 роках грав у клубі «Баштя» (Сегед). Того року клуб дістався фіналу Кубка Угорщини, але Петер у вирішальному матчі турніру знову не зіграв. У 1931—1932 роках виступав у команді «Шомодь» (Капошвар).
Протягом чотирьох сезонів грав за команду з Будапешта «Фебуш». Двічі за цей час команда досягала найвищого результату у своїй історії — четвертого місця у 1936 і 1937 роках. У 1936 році клуб завоював право представити свою країну в Кубку Мітропи. «Фебуш» переміг в кваліфікації швейцарську команду «Янг Фелловз» із міста Цюрих (3:0 і 6:2), а в 1/8 фіналу поступився діючому чемпіону і майбутньому фіналісту турніру  — празькій «Спарті» (2:5 і 4:2). Петер брав участь в усіх чотирьох матчах.
Останнім місцем ігрової кар'єри гравця став клуб «Будафок», де він зіграв лише 1 матч.
Загалом у чемпіонаті Угорщини зіграв 154 матчі і забив 5 голів.
| Дата       | Місто    | Господарі | Результат | Гості     | Турнір           | Голи | Примітки |
| ---------- | -------- | --------- | --------- | --------- | ---------------- | ---- | -------- |
| 10/04/1927 | Будапешт | Угорщина  | 3 – 0     | Югославія | товариський матч | -    | 12'      |
| Усього     |          | Матчів    | 1         |           | Голів            | 0    |          |

## Досягнення
- Срібний призер чемпіонату Угорщини: (1)

«Уйпешт»: 1926–1927
- Бронзовий призер чемпіонату Угорщини: (2)

«Уйпешт»: 1927–1928, 1928–1929
- Фіналіст кубка Угорщини: (2)

«Уйпешт»: 1927
«Баштя»: 1930